# Laminaryna
Laminaryna (laminaran) – polisacharyd występujący w komórkach brunatnic, pełni funkcję materiału zapasowego. Cząsteczka laminaryny jest rozgałęziona i składa się z cząsteczek glukozy połączonych wiązaniami glikozydowymi β(1→3) i β(1→6) w miejscu rozgałęzień. Stosunek wiązań wynosi 3:1.
Polisacharyd jest rozkładany przez kilka gatunków bakterii beztlenowych występujących w jelicie grubym człowieka. Bakterie te wytwarzają enzymy: laminarynazę (EC 3.2.1.6) oraz β-glukozydazę (EC 3.2.1.21).